# Масимо Макароне
Масимо Макароне (на италиански: Massimo Maccarone) е бивш италиански футболист, нападател.

## Кариера

### Ранна
Макароне започва кариерата си в академията на Милан. През 1998 г. е даден под наем на Модена, но не се появява в игра. През 1999 г. е пратен в отбора от Серия Ц2 Прато (в сделка със съвместна собственост), отбелязвайки 20 гола в 28 мача, и завършвайки сезона като голмайстор на 1999/2000 Серия Ц2. През 2000 г. е купен от Милан и преотстъпен в Емполи, като помага на клуба да спечели промоция в Серия А през сезона 2001/02. През същия период той е един от най-изявените играчи на италианския национален отбор до 21 г., който достигна полуфиналите в Европейското първенство по футбол през 2002 г. В резултат на това е забелязан от няколко отбора.

### Мидълзбро
Макароне подписва с отбора от Премиършип Мидълзбро на 9 юли 2002 г. за £ 8.15 млн. (€ 12.7 милиона).
Макароне е на резервната скамейка, когато Мидълзбро печели Купата на футболната лига през 2004 г. Въпреки че в първите си мачове в Мидълзбро формата му е слаба, останалата част от времето му в клуба е борба за оправдаване на цената, платена за него и през първата половина на сезон 2004/05 той е даден под наем на Парма, и през януари 2005 г. в Сиена.
Макароне се завръща в Мидълзбро за сезон 2005/06 и въпреки че не е редовен играч от първия отбор, се нрави на феновете на Мидълзбро, особено чрез неговата работа и отношение. През 2006 г. той вкарва срещу Базел в четвъртфиналите, когато Мидълзбро печели с 4:3 в общия резултат. В полуфинала на същата надпревара, Макароне влиза като резерва и вкарва два гола при 4:3 над Стяуа Букурещ. След неговата изява в полуфинала, съотборникът му от Мидълзбро, Джими Флойд Хасълбанк, казва: „Масимо, обичам го, докато умра ... това е невероятно“.

### Сиена
Независимо от тези мачове, Макароне почти не играе за Мидълзбро през следващия сезон, а през януари 2007 г. преминава в Сиена със свободен трансфер, като подписва тригодишен договор. През февруари 2007 г. той критикува бившия треньор на Мидълзбро и тогава на Англия Стив Маккларън заради неговата „непредсказуемост“, довела до изказването на президента на клуба Стив Гибсън да нарече Макароне „глупак“.
На 11 февруари 2007 г. той изиграва първия си мач от Серия А след завръщането си в Сиена, срещу Каляри Калчо. Макароне вкарва 2 гола при поражението с 3:4 от Милан на 17 февруари, като това са първите му голове за Сиена. Той завършва сезона с 6 гола и добавя още 13 през 2007/08, като Сиена постига две последователни 13-и места в калчото. След изпадането на клуба в края на сезон 2009/10, Макароне се съгласява да премине в клуба от Сицилия Палермо, като сключва тригодишна сделка за € 4.5 млн.

### Палермо
Представянето му в Палермо обаче се оказва разочароващо, като вкарва само 2 гола в 18 мача.

### Сампдория
На 24 януари 2011 г. Макароне подписва със Сампдория за 2,5 години срещу трансферната сума от €2.7 млн.

### Емполи
От януари 2012 г. до юни 2014 г. Макароне се завръща в Емполи с временни сделки. През 2012 г. договорът му е удължен до 30 юни 2015 г. На 17 юли 2014 г. му е разрешено да се присъедини към Емполи със свободен трансфер.

### Бризбън Роър
На 17 юли 2017 г. Масимо Макароне сключва едногодишен договор с клуба от австралийската А-Лига Бризбън Роър.

## Отличия

### Отборни
Мидълзбро
- Купа на Футболната лига (Англия) (1): 2003/04
- Купа на УЕФА: финалист 2005/06

### Индивидуални
- Европейско първенство по футбол за младежи до 21 г. Голмайстор: 2002[23]